# Emilio Decker
Emilio Decker (Torino, 15 febbraio 1892 – Torino, 26 maggio 1967) è stato un architetto italiano.

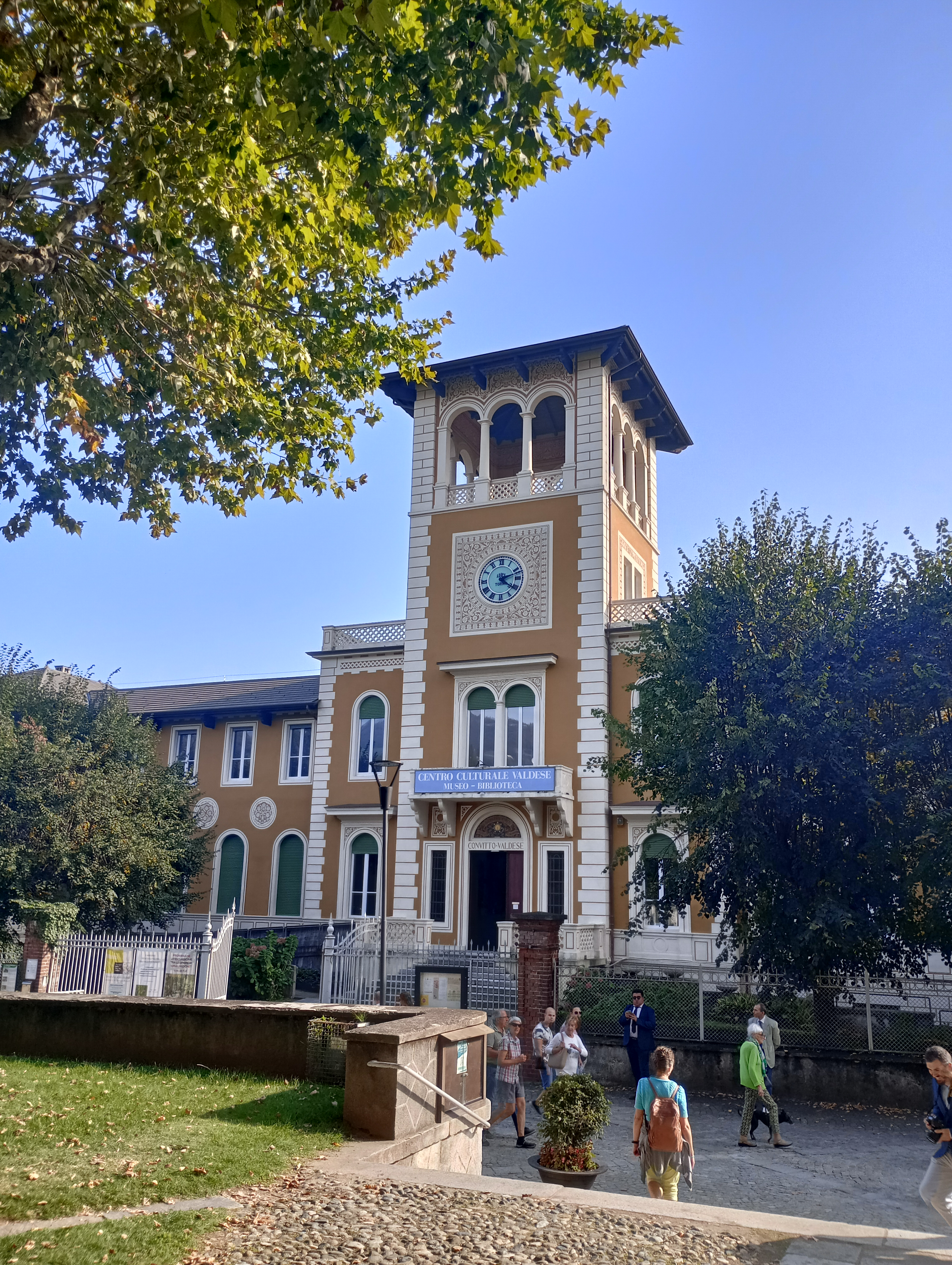
Il Centro Culturale Valdese di Torre Pellice progettato da Emilio Decker

Fautore dell’applicazione e dello sviluppo del sistema Hennebique importato in Italia da Giovanni Antonio Porcheddu, relativo al calcestruzzo armato .

## Biografia

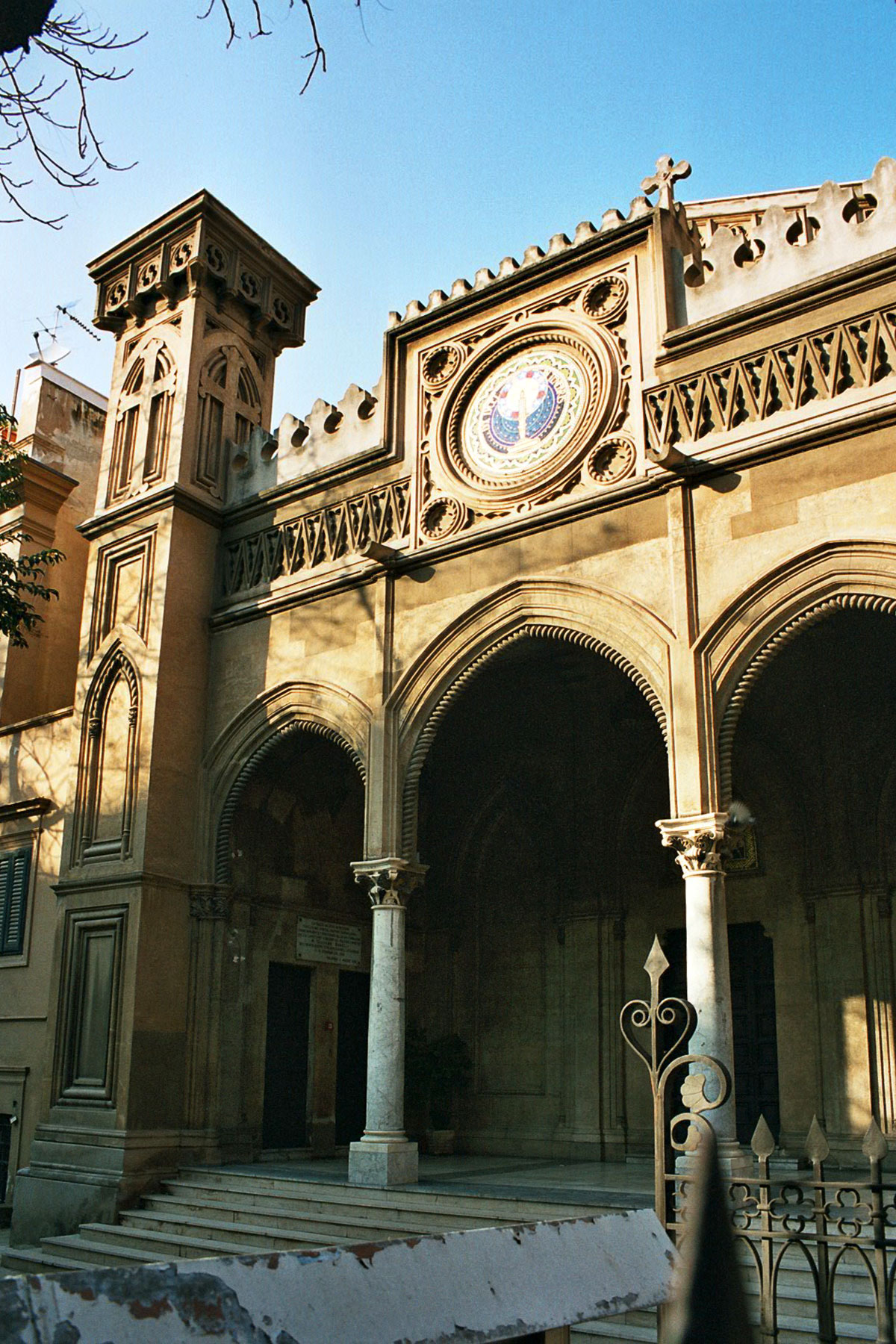
Il tempio Valdese a Palermo

Di fede Valdese , nipote dell'ingegnere Carlo Decker, membro laico della Tavola Valdese per dodici anni , sposò il 9 ottobre 1919 Linette (Lina) .
Laureato al Politecnico di Torino ai corsi di ingegneria, sezione Architettura, il 28 agosto 1919 con votazione 90/100 , servì come ufficiale nel Genio Civile durante gli anni della Prima Guerra Mondiale.
Fu consigliere dell'Ordine degli Architetti di Torino dal 1947 al 1951, insieme a Gino Levi Montalcini, Carlo Mollino, Mario Dezzutti e Arturo Midana .

## Opere

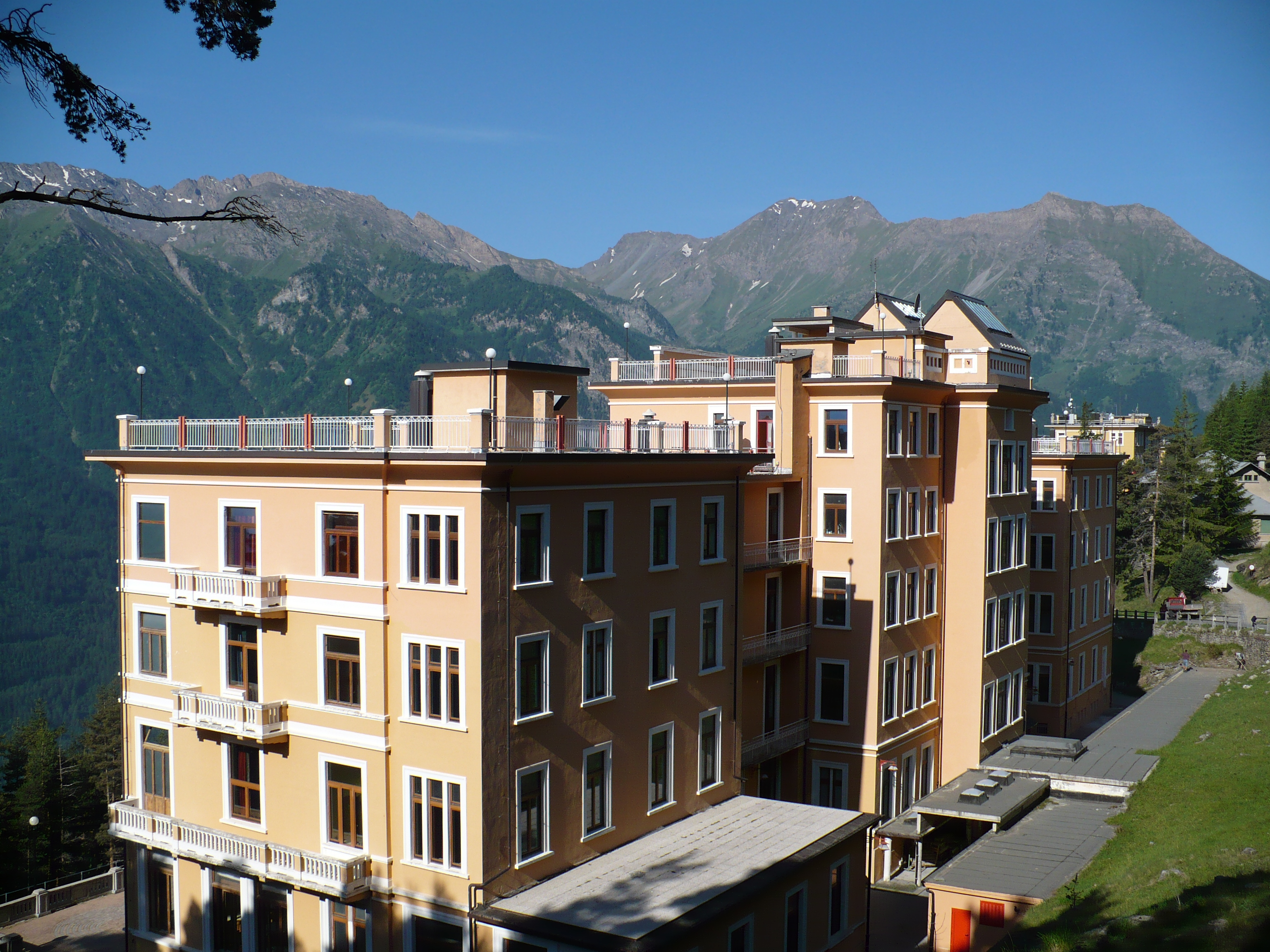
I sanatori di Pracatinat

- Convitti Valdesi di Torre Pellice e Pomaretto, finanziati in larga parte da contributi stranieri tra i quali spiccano per entità le sovvenzioni della American Waldesian Aid Society (1918-21) [3].
- Centro Culturale Valdese in via Beckwith 3, a Torre Pellice, inizialmente concepito come monumento in ricordo dei caduti della Prima Guerra Mondiale, poi destinato a convitto per studenti, è uno dei primi esempi di uso del cemento armato in Piemonte (1922) [7].
- Villa unifamiliare in viale Dante Alighieri 38, a Torre Pellice.
- Tempio della Chiesa Evangelica Valdese in via Spezio a Palermo, in stile neogotico (1925-1927). Il complesso comprende anche un ampio salone con palcoscenico, l’appartamento pastorale e cinque aule scolastiche per le necessità dell’Istituto Valdese e l’alloggio del custode [8].
- Sanatori femminile e maschile di Pracatinat in Val Chisone, insieme all'ingegnere della famiglia Agnelli, Vittorio Bonadè Bottino (1929) [1].
- Case della Compagnia Anonima di Assicurazioni in corso Giulio Cesare 42-58 a Torino, costruiti sull’area degli Stabilimenti chimici Sclopis per un fronte di 350 metri per un totale di 500 alloggi, 50 negozi e due palestre (1929-1931) [9]
- Cinque villini nel quadrante Ovest del capoluogo, sul terreno occupato in precedenza dalla cascina Crema, dove alla fine del XVIII secolo risiedeva la contessa Berlia di Vasone, che accolgono alcune istanze art déco e razionaliste (1932-1936) [10].
- Villa Semeria, corso Svizzera n. 18 a Torino (1932) [11].
- Edificio razionalista in Via Arcivescovando a Torino, sede direzionale della Compagnia Anonima d’Assicurazione e per diversi anni punto di riferimento per l’economia cittadina, oggi di proprietà della REAM SGR e trasformato in albergo di lusso (1953) [12].